# Leslie Hendrix
Leslie Hendrix (* 5. Juni 1960 in San Francisco, Kalifornien) ist eine amerikanische Schauspielerin. Sie ist hauptsächlich bekannt für ihre Rolle der Gerichtsmedizinerin Elizabeth Rodgers, die sie in mehreren Law & Order-Serien gespielt hat.

## Filmografie (Auswahl)
- 1992–2010: Law & Order (Fernsehserie, 142 Folgen)
- 1997;2004: All My Children (Fernsehserie, 5 Folgen)
- 1998: Went to Coney Island on a Mission from God... Be Back by Five
- 1998: Strafversetzt – Mord in Manhattan (Exiled, Fernsehfilm)
- 1999–2000: Law & Order: Special Victims Unit (Fernsehserie, 9 Folgen)
- 2001–2011: Criminal Intent – Verbrechen im Visier (Law & Order: Criminal Intent, Fernsehserie, 110 Folgen)
- 2002: Third Watch – Einsatz am Limit (Third Watch, Fernsehserie, eine Folge)
- 2002: Sweet Home Alabama – Liebe auf Umwegen (Sweet Home Alabama)
- 2005: Law & Order: Trial by Jury (Fernsehserie, eine Folge)
- 2009: Made for Each Other
- 2009–2010: Good Wife (The Good Wife, Fernsehserie, 2 Folgen)
- 2009: Not Interested (Kurzfilm)
- 2011: The Onion News Network (Fernsehserie, eine Folge)
- 2011: Arthur
- 2012: Community (Fernsehserie, eine Folge)
- 2014: Elementary (Fernsehserie, eine Folge)
- 2016–2017: Gotham (Fernsehserie, 11 Folgen)